# Gaje (Hruszowice)
Gaje – przysiółek wsi Hruszowice, w Polsce położony w województwie podkarpackim, w powiecie przemyskim, w gminie Stubno.
W miejscowości znajduje się wybudowana w latach 1996–99 parafialna cerkiew greckokatolicka pw. Zaśnięcia Bogurodzicy.
W latach 1975–1998 miejscowość administracyjnie należała do województwa przemyskiego.